# Vladimir Grebennikov
Pour les articles homonymes, voir Grebennikov.
Vladimir Alekseïevitch Grebennikov (né le 22 août 1932 à Penza en URSS - mort le 19 décembre 1992) est un joueur russe de hockey sur glace.

## Carrière de joueur
Durant sa carrière il a évolué dans le championnat d'URSS sous les couleurs des Krylia Sovetov et du HC Spartak Moscou. Il termine avec un bilan de 300 matchs et 252 buts en élite.

## Carrière internationale
Il a représenté l'URSS à 22 reprises (17 buts) sur une période de trois saisons entre 1955 et 1960. Il a remporté le bronze aux Jeux olympiques de 1960. Il a participé à deux éditions des championnats du monde pour un bilan d'une médaille d'argent et une de bronze.

## Statistiques

### En équipe nationale
| Année | Équipe | Compétition |   | PJ | B | A | Pts | Pun                |  | Résultat |
| 1957  | URSS   | CM          | 4 | 4  |   | 4 |     | Médaille d'argent  |  |          |
| 1960  | URSS   | CM & JO     | 7 | 4  | 4 | 8 | 4   | Médaille de bronze |  |          |